# عثمان محمد هاشم
عثمان محمد هاشم (1897 ـ 1981)، شاعر سوداني راحل، ينتمي إلى أسرة الهاشماب. عاش في مصر والسودان.

## حياته
ولد عثمان محمد أحمد هاشم في مدينة بربر في شمال السودان في أواخر سنة 1897،  وفي مصدر آخر 1898، وكان والده قاضيًا شرعيًا لمدينة الخرطوم، كما كان جده وعمه قاضيين أيضًا. وكان والده ينظم الشعر. بدأ تعليمه في الثامنة من عمره في كُتّاب الفقيه «نور الهدى»، غير أنه انتقل إلى مدرسة بربر الابتدائية قبل أن يتم حفظ القرآن الكريم، فمكث فيها ثلاث سنين، انتقل بعدها ـ عقب وفاة والده سنة 1910 ـ إلى كلية غردون، التي أتم فيها التعليم الابتدائي، وفيها التقى محمد نجيب، الذي صار رئيسًا لمصر فيما بعد، ثم عُين موظفًا بالحكومة في أوائل سنة 1915، وتنقل في الوظائف الحكومية. شارك بشعره في ثورة 1924، ثم انتقل إلى مصر واستقر بها موظفًا بوزارة الري، ولكنه كان يعود إلى السودان في إجازته السنوية.
اشتهر عثمان هاشم بجمال خطه في الثلث، فسمي بين أقرانه «عثمان الثلث»، ويعد عثمان هاشم من الجيل الثاني من شعراء السودان، وينتمي إلى هذا الجيل كل من أحمد محمد صالح ومكاوي يعقوب وعبد الرحمن شوقي وتوفيق صالح جبريل وشفيق مينا وعبد المجيد وصفى.

## أعماله المطبوعة
- أوشحة الأغاني: ديوان شعري، جمعه وطبعه ابن الشاعر «محمد عثمان هاشم» سنة 2002.[2]

## أسرته
درس ابنه صلاح التاريخ بجامعة فؤاد الأول، وتخصص في تاريخ الشرق الأقصى، وترجم عن الروسية كتاب كراتشكوفسكي عن الأدب الجغرافي عند العرب، ثم عمل فترة سفيرًا بوزارة الخارجية، أما ابنه الثاني فقد درس العلوم العسكرية وأصبح فريقًا في الجيش السوداني، وأما ابنه «محيي الدين» فقد درس الاقتصاد في جامعة الخرطوم، ولكنه مات في شبابه بطلقة طائشة سنة 1976، وكان من أبناء عثمان هاشم أيضًا ابن يسمى خالد.

## وفاته
توفي عثمان محمد هاشم في أم درمان سنة 1981.